# Carpophthorella luteiseta
Carpophthorella luteiseta är en tvåvingeart som först beskrevs av Mario Bezzi 1914.  Carpophthorella luteiseta ingår i släktet Carpophthorella och familjen borrflugor.
Artens utbredningsområde är Filippinerna. Inga underarter finns listade.